# Irene Claremont de Castillejo
Irene Claremont de Castillejo (Londres, 1885-íd, 1967) fue una escritora y analista junguiana.

## Biografía
Irene Claremont de Castilejo nació en Londres. Licenciada en Historia y Economía por la Universidad de Cambridge, contrajo matrimonio en 1922 con José Castillejo. Establecieron su hogar en el Olivar de Castillejo, en Chamartín de la Rosa, actualmente Fundación Olivar de Castillejo.
En 1936 la Guerra Civil llevó a la familia Castillejo al destierro en Inglaterra, Suiza y en 1939 nuevamente a Inglaterra, padeciendo el asedio de los alemanes.
Tras la muerte de su marido en Londres en 1945, Claremont inicia sus estudios en psicología analítica pasando una temporada en Zúrich trabajando con Carl Gustav Jung, Emma Jung y Toni Wolff. De regreso en Londres, se estableció como psicoterapeuta, centrándose en la psicología de la mujer en el mundo de hoy.
Murió en Londres en 1967.

## Obra
- Knowing Woman. A Feminine Psychology
- Freedom of the city
- I Married a Stranger (Respaldada por el viento)